# Билимбаевский район
Билимбаевский район — административно-территориальная единица в составе Свердловской области РСФСР, существовавшая в 1941—1955 годах. Административный центр — рабочий посёлок Билимбай.
Билимбаевский район был образован в марте 1941 года. В его состав вошли следующие территории:
- из территории, подчинённой городу Первоуральску: р.п. Билимбай, Кузино, Новоуткинск; сельсоветы Битимский, Каменский, Крылосовский, Новоалексеевский, Починковский, Северский и Слободский
- из Кировградского района: Пальниковский с/с
- из Шалинского района: Нижнесельский и Трекинский с/с (Трекинский с/с при этом был упразднён).

18 июня 1941 года в Билимбаевский район из Невьянского был передан Воробьёвский с/с. При этом он был упразднён путём присоединения к Пальниковскому с/с.
2 апреля 1947 года Новоалексеевский и Северский с/с были переданы в подчинение городу Первоуральску.
18 июня 1954 года Каменский с/с был присоединён к Нижнесельскому, а Пальниковский — к Починковскому.
5 ноября 1955 года Билимбаевский район был упразднён, а его территория передана в подчинение городу Первоуральску.